# La viuda negra
La viuda negra é uma telenovela colombiana criada em 2016 por RTI Producciones  para Televisa e Caracol Televisión  . É uma adaptação do livro de José Guarnizo (La patrona de Pablo Escobar), realizada por Griselda Blanco, baseada na história de Narcotráfico.

## Transmissão
A série estreou em 23 de fevereiro de 2014, nos Estados Unidos, por UniMás. Em 1 de setembro do mesmo ano, foi exibida na Colômbia, por Caracol Televisión.

## Síntese
A trama revela a história de Ana Serradilla (Griselda Blanco), uma adolescente que é estuprada pelo seu padrasto. Dias depois, ela toma a decisão de retirando-se de casa por motivo de convicção, por não ter sido acreditada por sua mãe que seu padrasto o abusou. Mais tarde, decide misturando-se a uma gangue, tomando a liberdade de sobrevivendo só. Lá, ela conhece Camilo Wilson (Cejas), o seu primeiro homem, no qual ela apaixona-se. Ao decorrendo do tempo, Blanco descobre que seu namorado o traio e, o mata. Frustrada com a situação, Griselada toma a decisão de tornando-á uma assassina, conhecida como A Viúva Negra.

## Elenco

### Principal
| Ana Serradilla       | Griselda Blanco           | Principal | Principal    |
| Julián Román         | Richi                     | Principal | Participação |
| Ramiro Meneses       | Sugar                     | Principal |              |
| Juan Pablo Gamboa    | Norm Jones                | Principal | Principal    |
| Eileen Moreno        | Young Griselda            | Principal |              |
| Lucho Velasco        | Robayo                    | Principal |              |
| Margarita Reyes      | Celia                     | Principal |              |
| Alex Gil             | Killer                    | Principal |              |
| Francisco Bolívar    | Agente García             | Principal | Participação |
| Jenny Osorio         | Juliana                   | Principal |              |
| Emilia Ceballos      | Katty                     | Principal |              |
| Katherine Porto      | Susana                    | Principal |              |
| Raúl Méndez          | Joaquí Guerra "El Diablo" |           | Principal    |
| Luis Roberto Guzmán  | Ángel Escudero            |           | Principal    |
| Daniel Lugo          | TBA                       |           | Principal    |
| César Mora           | TBA                       |           | Principal    |
| Martín Karpan        | Brian Ferguson            |           | Principal    |
| María Fernanda Yepes | Venus                     |           | Principal    |
| Héctor García        | TBA                       |           | Principal    |
| Claudio Cataño       | TBA                       |           | Principal    |
| Eduardo Victoria     | TBA                       |           | Principal    |
| Hugo Albores         | Zarcos                    |           | Principal    |
| Alfredo Anhert       | Vicente                   |           | Principal    |
| Angeline Moncayo     | Daga                      |           | Principal    |
| Sandra Beltrán       | TBA                       |           | Principal    |

### Recorrente
| Tiaré Scanda          | Ana Blanco              | Recorrente |            |
| Viviana Serna         | Karla Otálvaro          | Recorrente |            |
| Julián Farietta       | Michael Corleone Blanco | Recorrente | Recorrente |
| Yessy García          | Silvio                  | Recorrente |            |
| Camilo Wilson         | Cejas                   | Recorrente |            |
| Ana Soler             | Señora Restrepo         | Recorrente |            |
| María José Vargas     | Child Griselda          | Recorrente |            |
| Norma Nivia           | La Alemana              | Recorrente |            |
| Carlos Felipe Sánchez | Young Richi             | Recorrente |            |
| Sebastián Eslava      | Robert Jones            | Recorrente |            |
| Luis Fernando Montoya | Enzo Vittoria           | Recorrente |            |
| Mauricio Mejía        | Pablo Escobar           | Recorrente |            |
| Roberto Manrique      | Doménico Vittoria       |            |            |

## Prêmios e nomeações

### Prêmios TvyNovelas
| Ano  | Categoria                        | Nomeado(a)      | Resultado |
| ---- | -------------------------------- | --------------- | --------- |
| 2015 | Melhor ator protagônico de série | Julián Román    | Indicado  |
| 2015 | Melhor ator de elenco de série   | Katherine Porto | Indicado  |
| 2015 | Melhor ator de elenco de série   | Ramiro Meneses  | Indicado  |

### Prêmios Talento Caracol
| Ano  | Categoria                  | Nomeado(a)                                            | Resultado |
| ---- | -------------------------- | ----------------------------------------------------- | --------- |
| 2014 | Melhor série de telenovela | Melhor série de telenovela                            | Venceu    |
| 2014 | Melhor ator protagônico    | Julián Román                                          | Indicado  |
| 2014 | Melhor atriz protagônica   | Ana Serradilla                                        | Venceu    |
| 2014 | Melhor ator de elenco      | Juan Pablo Gamboa                                     | Indicado  |
| 2014 | Melhor ator de elenco      | Ramiro Meneses                                        | Indicado  |
| 2014 | Melhor ator revelação      | Julián Farietta                                       | Indicada  |
| 2014 | Melhor atriz antagônica    | Katherine Porto                                       | Indicado  |
| 2014 | Melhor beijo               | Ana Serradilla e Juan Pablo Gamboa (Griselda e Jones) | Indicado  |